# Кубок Ліхтенштейну з футболу 2020—2021
Кубок Ліхтенштейну з футболу 2020–2021 — 76-й розіграш кубкового футбольного турніру в Ліхтенштейні. Наприкінці травня 2021 року турнір було, як і у попередній рік, скасовано через пандемію COVID-19. Переможця визначено не було.

## Календар
| Раунд        | Дата               | Матчі | Клуби   |
| ------------ | ------------------ | ----- | ------- |
| Перший раунд | 24-26 серпня 2020  | 3     | 15 → 12 |
| Другий раунд | 17-23 вересня 2020 | 4     | 12 → 8  |
| 1/4 фіналу   | весна 2021         | 4     | 8 → 4   |
| 1/2 фіналу   |                    | 2     | 4 → 2   |
| Фінал        |                    | 1     | 2 → 1   |

## Перший раунд
| Команда 1      | Рахунок      | Команда 2       |
| -------------- | ------------ | --------------- |
| 24 серпня 2020 |              |                 |
| Шан            | 4:4 пен. 5:4 | Ешен-Маурен III |
| 26 серпня 2020 |              |                 |
| Шан II         | 0:6          | Трізенберг      |
| Бальцерс II    | 4:1          | Ешен-Маурен II  |

## Другий раунд
| Команда 1       | Рахунок      | Команда 2   |
| --------------- | ------------ | ----------- |
| 17 вересня 2020 |              |             |
| Руггелль II     | 2:2 пен. 3:4 | Трізен      |
| 18 вересня 2020 |              |             |
| Шан             | 6:1          | Трізен II   |
| 22 вересня 2020 |              |             |
| Трізенберг II   | 0:6          | Бальцерс II |
| 23 вересня 2020 |              |             |
| Вадуц III       | 1:11         | Трізенберг  |

## 1/4 фіналу
| Команда 1   | Рахунок | Команда 2   |
| ----------- | ------- | ----------- |
| весна 2021  |         |             |
| Трізен      | :       | Бальцерс    |
| Трізенберг  | :       | Ешен-Маурен |
| Бальцерс II | :       | Руггелль    |
| Шан         | :       | Вадуц       |